# Евсеев, Константин Иванович
Константи́н Ива́нович Евсе́ев (1879—1944) — художник театра, живописец, график.

## Биография
В 1890-х — начале 1900-х годов учился в Мюнхенской Академии художеств и в частных художественных студиях в Париже.
Затем переехал в Петербург, а с конца 1910-х жил в Ялте и на Кавказе. Работал художником в Театре В. Ф. Комиссаржевской в Петербурге; оформил постановки спектаклей «Пелеас и Мелисанда» М. Метерлинка (1907), «Королева Мая» К. Глюка (1908), «Флорентийская трагедия» О. Уайлда (1908), «Мадам Смерть (Госпожа Смерть)» Рашильд (1908), «Ванька-ключник и паж Жеан» Ф. К. Сологуба (1909).
В 1920-х годах участвовал в оформлении нескольких кинофильмов: «Во имя Бога» А. Шарифова, А. А. Ялового (1925) на киностудии «Азгоскинопромышленность» в Баку; «Одна ночь» М. В. Большинцова (1927) и «Трое» А. Л. Соловьева по сценарию В. В. Маяковского (1928) на киностудии Всеукраинского кинофотоуправления (ВУФКУ) в Ялте.
Занимался станковой живописью и графикой. Автор картин: «Подсолнух и фрукты» (1906), «Самовар» (1906), «На выставке» (1909), «Цветы» (1912), «Старый Тифлис» (1918), «Вид на Кавказский хребет, аул Слас» (1938), «Горный пейзаж» (1939), «Северная Осетия» (1940).
Работы выставлялись в Салоне Независимых в Париже (1900-е); на выставках: Союза русских художников (1907), «Салон» В. А. Издебского (1909), «Союз молодёжи» (1910), «Треугольник» (1912) в Петербурге; Московского товарищества художников (1910); работ периферийных художников (1938), «Художники старшего поколения РСФСР» в Москве (1940). Некоторые работы хранятся в Санкт-Петербургском государственном музее театрального и музыкального искусства и Северо-Осетинском республиканском художественном музее им. М. С. Туганова во Владикавказе.